# Tyonek
Tyonek (Dena’ina: Qaggeyshlat – „kleiner Platz zwischen Zehen“) ist ein Ort und ein census-designated place (CDP) im Kenai Peninsula Borough in Alaska. Das U.S. Census Bureau ermittelte bei der Volkszählung 2020 eine Einwohnerzahl von 152.

## Geographie
Tyonek befindet sich auf einer Klippe an der Nordwestküste des Cook Inlet, 65 km westsüdwestlich von Anchorage. An der gegenüberliegenden Küste des Cook Inlet liegt die Kenai-Halbinsel. Nordwestlich des Tyonek CDP erheben sich die Berge der Alaskakette und der Chigmit Mountains. Der Chuitna River verläuft entlang der nördlichen CDP-Grenze und trennt das Tyonek CDP von dem nördlich angrenzenden Beluga CDP. Das CDP-Gebiet besitzt einen 22 km langen Küstenabschnitt. Bei Tyonek befindet sich der von der Gemeinde betriebene Flugplatz Tyonek. Etwa 16 km westsüdwestlich knapp außerhalb des CDP-Gebietes liegt der Flugplatz Nikolai Creek. Zum 13 km nordnordöstlich von Tyonek gelegenen Ort Beluga führt eine Straße. Beide Orte sind jedoch nicht an das restliche Straßennetz von Alaska angebunden. Der Ort Tyonek wird per Lastkahn mit Gütern versorgt. Westlich von Tyonek befindet sich die „North Foreland Port Facility“ (⊙) mit einer Anlegestelle für die Verschiffung von Kohle aus den Beluga-Kohlefeldern.

## Geschichte
Etwa die Hälfte der in dieser Region lebenden Ureinwohner starben zwischen 1836 und 1840 an einer Pocken-Epidemie. Die Alaska Commercial Company hatte um das Jahr 1875 einen wichtigen Außenposten in Tyonek errichtet. Beim Zensus 1880 wurden 117 Bewohner in „Tyonok“ gezählt, davon 109 Athabasken. Nach dem Fund von Gold am Resurrection Creek in den 1880er Jahren, wurde Tyonek ein wichtiger Landungspunkt für Güter und Menschen. Eine Salzerei ging 1896 an der Mündung des Chuitna River nördlich von Tyonek in Betrieb. Im Jahr 1915 wurde das „Tyonek-Indianerreservat“ (auch als „Moquawkie-Indianerreservat“ bekannt) gegründet. Eine Grippe-Epidemie in den Jahren 1918–19 raffte einen Großteil der Athabasken dahin. Das Dorf wurde in den früher 1930er Jahren an seinen heutigen Standort auf einer Klippe verlegt, da der 8,5 km westsüdwestlich gelegene alte Standort (⊙), heute als „Old Tyonek“ bekannt, überflutet wurde. Mit dem Aufstieg von Anchorage verlor Tyonek an Bedeutung und die Einwohnerzahl sank rapide. Im Jahr 1965 befand ein Bundesgericht, dass das Bureau of Indian Affairs kein Recht hatte, Land für Erdölbohrungen ohne die Erlaubnis der Athabasken zu übertragen. Der Indianerstamm verkaufte schließlich seine Rechte.
Der Status des Indianerreservats wurde 1971 mit Inkrafttreten des Alaska Native Claims Settlement Act aufgehoben.
Seit 1980 ist Tyonek ein census-designated place. Tyonek ist heute ein Dorf der Dena’ina-Athabasken, das von Subsistenzwirtschaft lebt. Zu den Nahrungsquellen gehören Lachs, Elch, Weißwale (Beluga) und Gänsevögel.

## Demografie
Zum Zeitpunkt der Volkszählung im Jahre 2020 (U.S. Census 2020) hatte Tyonek 152 Einwohner auf einer Landfläche von 175,94 km². Von den Einwohnern waren 2 Weiße sowie 122 amerikanisch-indianischer Abstammung. Beim Zensus im Jahr 2000 wurden 193 Einwohner gezählt, 2010 waren es 171. Somit war die Bevölkerungsentwicklung der letzten Jahre leicht rückläufig.